# Gymnelus andersoni
Gymnelus andersoni är en fiskart som beskrevs av Chernova, 1998. Gymnelus andersoni ingår i släktet Gymnelus och familjen tånglakefiskar. Inga underarter finns listade i Catalogue of Life.